# カイキー・フェルナンデス・メロ
カイキー・フェルナンデス・メロ（ポルトガル語: Kaiky Fernandes Melo, 2004年1月12日 - ）は、ブラジルのサッカー選手。アル・アハリ・ドバイ所属。ポジションはDF。

## 経歴
サントスFCのユース出身。2020年12月21日、3年間のプロ契約を結んだ。
2022年7月19日、UDアルメリアへ完全移籍。6年契約を結んだ。
2024年2月1日、2023-24シーズン終了時までアルバセテ・バロンピエへレンタル移籍することが決定した。
2025年7月26日、アル・アハリ・ドバイに移籍した。

## 代表歴
ブラジル代表として年代別代表に選出されている。